# مقاطعة يوسكو (ميشيغان)
مقاطعة يوسكو هي مقاطعة في ميشيغان، بلغ عدد سكانها 25٬887  نسمة، في 2010، عاصمتها تواس سيتي، تبلغ مساحتها 4٬897 كيلومتر مربع.

## الموقع
تشترك في الحدود مع:
- مقاطعة ألكونا (ميشيغان)
- مقاطعة أريناك (ميشيغان).

## التقسيمات الإدارية
- تواس سيتي.